# Аллея Витте
Аллея Ви́тте — улица, расположенная в районе Южное Бутово Юго-Западного административного округа города Москвы. Аллея проходит параллельно Венёвской улице, начинается от улицы Поляны и упирается в улицу Адмирала Лазарева. Частично имеет одностороннее движение. Длина улицы — 650 метров.

## История
Постановлением от 17 июля 2001 года Проектируемый проезд № 409 получил название в честь министра финансов, председателя Совета и Комитета министров С. Ю. Витте. На доме 2 по аллее установлена также памятная доска в его честь.
В этом же году в доме 2 на улице открылся пункт охраны общественного порядка, а в доме 5 — Префектура Троицкого и Новомосковского административных округов. Чтобы продемонстрировать качество велодорожек в Южном Бутово, в 2017 году префект участвовал в акции «На работу на велосипеде».
В 2012 году Москомархитектура совместно с Департаментом земельных ресурсов Москвы предложили жителям столицы определить назначение земельных участков, среди которых был участок площадью 0,95 га на пересечении улицы Поляны и Аллеи Витте. Предполагалось, что жители выберут важный для них проект. По итогам одобрения жителей на публичных слушаниях этот участок был выделен под строительство торгово-гостиничного шестиэтажного комплекса.
В 2012 году Аллея Витте вошла в план ремонтных работ столицы, на улице переложили асфальт и частично отремонтировали тротуары.

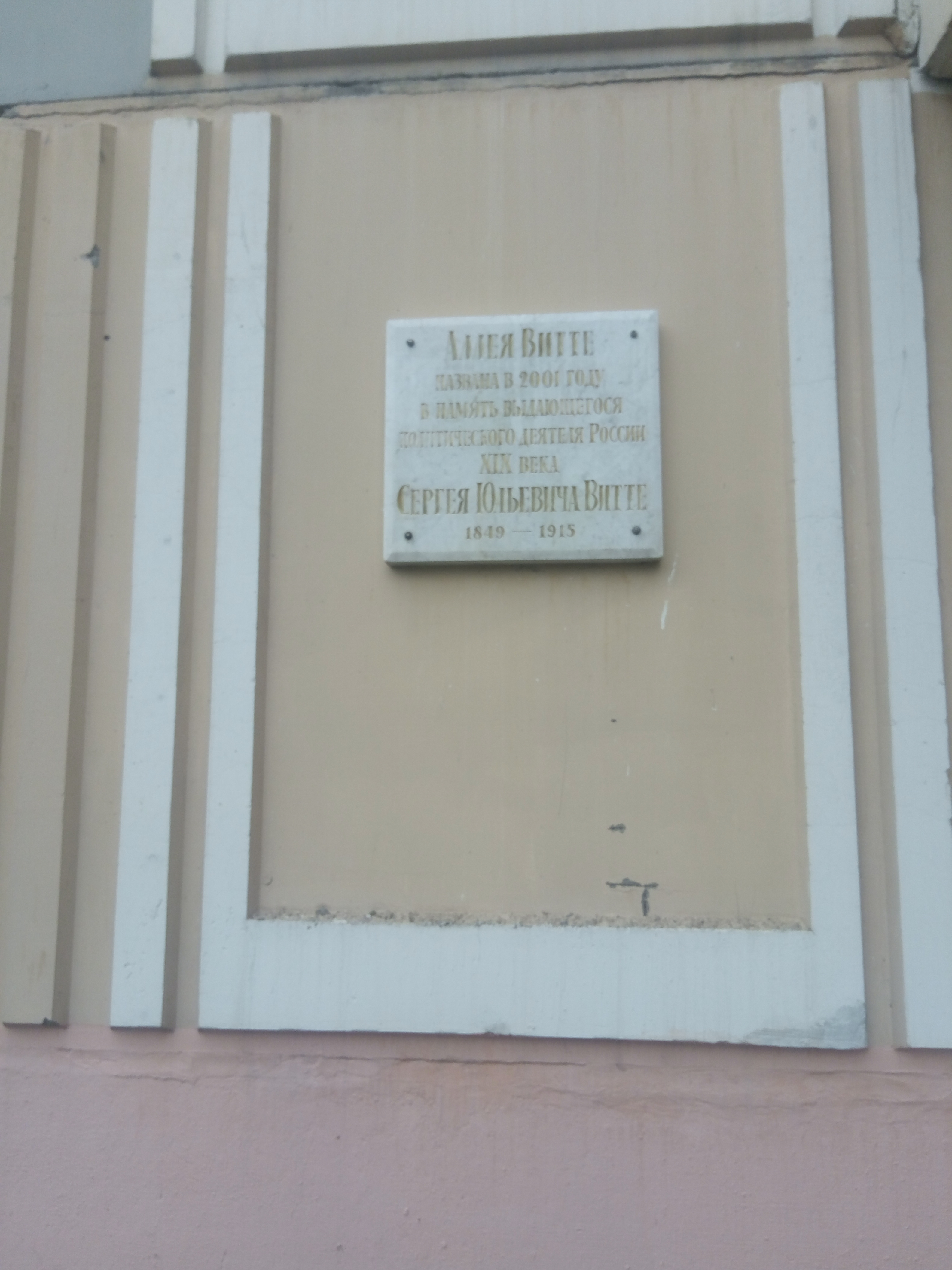
Аллея Витте, 2

## Здания и сооружения
По чётной стороне
- № 2, 8, 8к1 — жилые дома (2002, серия П-3М, 17 этажей)
- № 2к1 — школа № 1994 с открытым катком[18]
- № 2 ст1, 6 ст1 — двухэтажные хозяйственные корпуса
- № 4 — гаражный комплекс
- № 4к1, 6к1 — жилые дома (2002, серия П-44Т, 14 этажей)

По нечётной стороне
- № 5 — префектура Троицкого и Новомосковского округов города Москвы

Также на соседней улице расположены крупные торгово-развлекательные комплексы «Витте Молл» и «Южное Бутово». Неподалёку на прогулочной зоне микрорайона Гавриково находятся Верхний и Средний Гавриковские пруды.

## Транспорт

### Метро
- Ближайшая станция метро — «Бульвар Адмирала Ушакова» (Бутовская линия).

### Автобус

#### Автобусные остановки
Чётная сторона:
- аллея Витте: Н8 С916 С953 146 523 523К 877 967

Автобусные маршруты
- Н8: прямой - от Бартеневской улицы до улицы Поляны
- С916: прямой - от Бартеневской улицы до улицы Поляны
- С953: прямой - от Бартеневской улицы до улицы Поляны
- 146: прямой - от Бартеневской улицы до улицы Поляны
- 523: прямой - от Бартеневской улицы до улицы Поляны
- 523К: прямой - от Бартеневской улицы до улицы Поляны
- 877: прямой - от Бартеневской улицы до улицы Поляны
- 967: прямой - от Бартеневской улицы до улицы Поляны

без пассажиров (круг):
- 931: обратный — от улицы Адмирала Лазарева до улицы Поляны